# Conférence de Durban de 2011 sur les changements climatiques
Ne pas confondre avec la Conférence de Durban contre le racisme

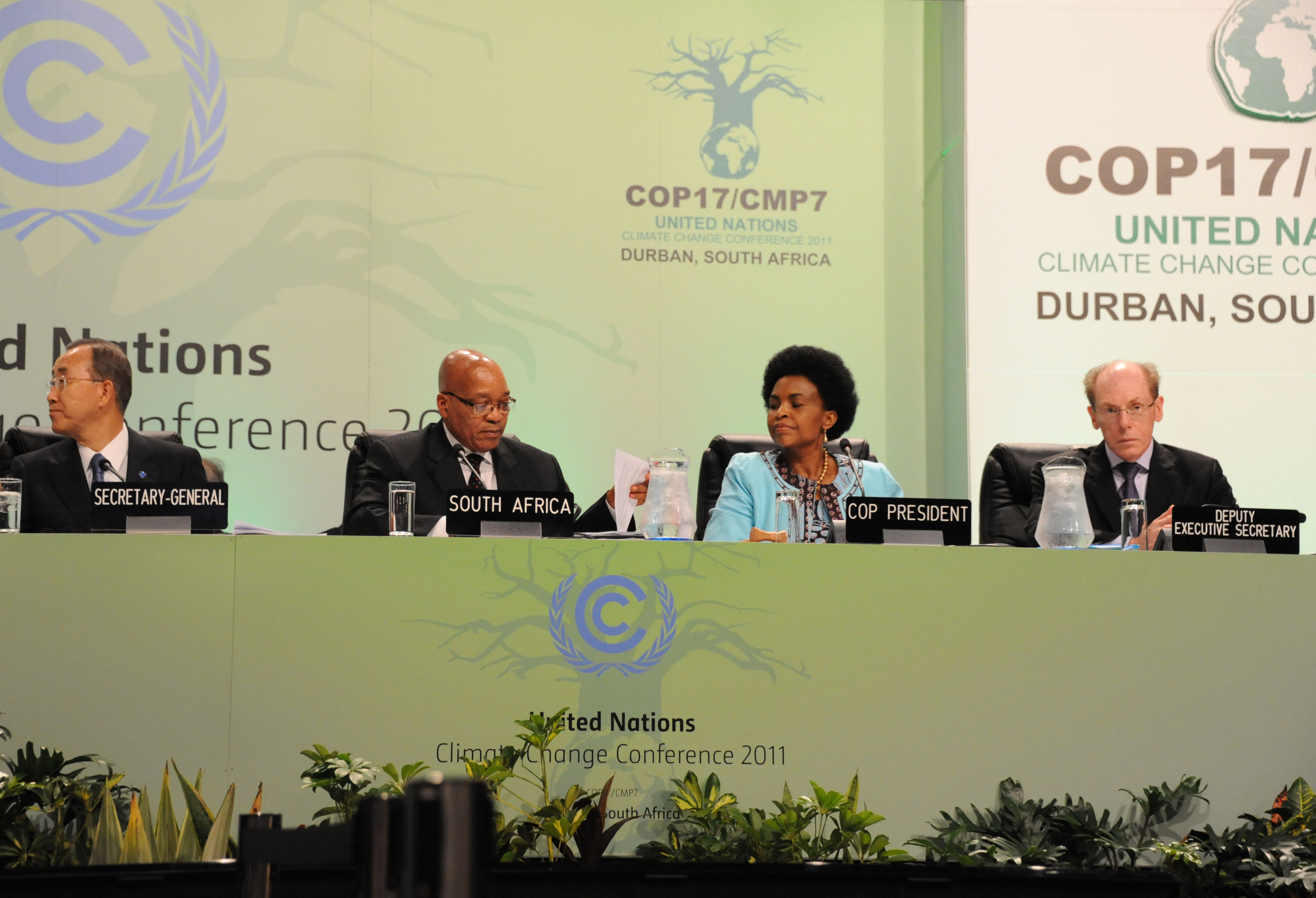
Conférence de Durban sur les changements climatiques

La Conférence de Durban sur les changements climatiques, d'abord tenue à Durban, Afrique du Sud, du 28 novembre au 9 décembre 2011, puis prolongée jusqu'au 11 décembre pour espérer trouver un accord,, est la 17e Conférence des parties à la Convention-cadre des Nations unies sur les changements climatiques (COP 17) et la 7e Réunion des Parties au Protocole de Kyoto (CMP 7). 

À un an de l'échéance de la première période d'engagements du Protocole de Kyoto, arrivant à échéance le 31 janvier 2012, son principal enjeu était d'adopter un accord évitant un vide juridique entre les deux périodes d’engagement. À cette fin, la COP-17 devait en opération les Accords de Cancún ce qui nécessitait l'entrée en vigueur et le financement rapide du Fonds vert pour le climat promis par les pays développés lors de la Conférence de Copenhague (COP-15).
La « Décision de Durban » reconnaît que tous les pays doivent faire face de manière urgente à la menace grave et potentiellement irréversible des changements climatiques. Elle a permis le lancement d'une plateforme de négociation, la « Plateforme de Durban » pour préparer un accord post-2020 incluant tous les pays et ayant force légale pour − comme le recommandait le GIEC − maintenir l’élévation de la température moyenne de la planète à moins de 2 °C ou 1,5 °C par rapport au niveau préindustriel.

## Pourparlers préparatoires
En amont de la Conférence, les délégués se sont réunis à trois reprises pour déterminer l'organisation des travaux et négocier les ébauches de décisions devant être adoptées à Durban :
- les Pourparlers de Bangkok sur le climat ont réuni, du 3 au 8 avril 2011, le 14e Groupe de travail sur l’action concertée à long terme (AWG-LCA-14) et le 16e Groupe de travail sur les nouveaux engagements des Parties visées à l’Annexe I du Protocole de Kyoto (AWG-KP-16)[7] ;
- les Pourparlers de Bonn sur le climat, du 6 au 17 juin 2011 ont réuni les groupes de travail pour une session de reprise (AWG-LCA-14 bis, AWG-KP-16 bis) en plus de réunir les deux organes subsidiaires de la Convention-cadre des Nations unies sur les changements climatiques pour la première fois depuis la Conférence de Cancún (COP-16)[8] ;
- les Pourparlers de Panama sur le climat, du 1er au 7 octobre 2011, ont réuni les groupes de travail pour une troisième session de reprise (AWG-LCA-14 ter et AWG-KP-16 ter)[9].

## Début des négociations
La Conférence s'est ouverte le 28 novembre 2011 à Durban, en Afrique du Sud. 183 pays membres de l'ONU participent à cette conférence qui a accueilli 12 000 délégués au total.
Dans son discours d'ouverture de la Conférence, le Président sud-africain Jacob Zuma a appelé les négociateurs à prendre des décisions efficaces, rappelant que « Pour beaucoup de personnes dans les pays en développement et en Afrique, le changement climatique est une question de vie ou de mort ».
Dès les débuts, la conférence a soulevé du pessimisme. En effet, l'UE s'est montrée attachée lors des premières négociations à perpétuer le principe du Protocole de Kyoto, considéré comme désuet par les autres pays industrialisés.
Les écologistes ont été eux peu enthousiasmés par la conférence à l'image du Professeur Mark Maslin, qui a déclaré qu'il n'y avait« aucune raison de se réjouir » ni « rien de concret à espérer ».
Le Fonds mondial pour la nature (WWF) a déclaré que « Durban sera un sommet réussi si les pays participants s’engagent à définir un accord légal contraignant d’ici 2015 ».
Certains représentants de pays en voie de développement ont été accusés de faire durer les négociations pour percevoir des indemnités importantes, prévues pour chaque journée de participation.

De plus, les experts ont estimé que les États-Unis ne seraient pas prêts à prendre de grands engagements à cette conférence, à l'heure où ils sont talonnés par la Chine au niveau économique.

## Négociations

### Accord de l'Après-Kyoto
Les divergences entre les pays se sont portées sur le contenu d'un accord devant succéder au Protocole de Kyoto, qui arrive à échéance en 2012. L'ONU a proposé de lier la poursuite du Protocole de Kyoto à des mécanismes de crédit CO2 et à des projets dans les pays en voie de développement.
L'UE a, elle, proposé de mettre en place un calendrier visant à instaurer un cadre contraignant de réduction des émissions de gaz à effet de serre pour lutter contre le réchauffement climatique, ce que la Chine a refusé. Les États-Unis se sont eux aussi opposés à cette idée.
La délégation chinoise a par ailleurs estimé qu'il appartenait aux pays industrialisés d'apporter des aides financières et techniques pour l'amélioration du climat et a apporté son soutien aux demandes des pays en voie de développement.
La Chine s'est dite favorable à une prolongation du Protocole de Kyoto existant, mais cette position a suscité des critiques étant donné que le pays a signé le Protocole mais n'était alors pas concerné par les réductions d'émissions de gaz à effet de serre. Le Brésil s'est aussi dit attaché au Protocole de Kyoto et s'est dit préoccupé de la volonté de certains pays comme le Canada ou le Japon d'abandonner leurs engagements. Les pays africains ont eux aussi insisté sur une prolongation du Protocole de Kyoto. Le président du groupe des négociateurs africains a déclaré que « les pays en développement en font plus que les pays riches. Ils ont promis de réduire leurs émissions de 5,2 gigatonnes, mais les pays développés ne se sont engagés que pour 3,8 gigatonnes.»
Les États insulaires se sont eux inquiétés de la lenteur d'entrée en vigueur d'un éventuel accord de l'après-Kyoto, et ont demandé à l'image des îles Kiribati que cet accord possible prenne également en compte les pays ne participant pas au Protocole de Kyoto.

### Fonds vert
L'idée de créer un « fonds vert » destiné à aider les pays en développement à faire face au réchauffement climatique a été un point central de la conférence. Le projet prévoit un fond doté de 100 milliards $US par an, dont l'entrée en vigueur est prévue à l'horizon 2020. Cette idée, soutenue par les pays du sud, a en revanche rencontré l'opposition des États-Unis.
Ban-Ki-Moon a soutenu le projet et appelé les pays développés à prendre leurs responsabilités.

### Piétinement des négociations
Le 6 décembre 2011, le groupe des 77 pays en voie de développement, soutenus par la Chine, a rejeté un projet d'accord présenté à la conférence, estimant qu'il « flexibilise les mécanismes pour les pays développés  alors qu’il établit des mesures de réglementation et de contrôle plus strictes pour les nations sous- développées ».
Le 9 décembre, un autre projet d'accord final a été rejeté par l'UE, les pays africains et les pays insulaires, qui le jugeaient insuffisant.
L'Afrique du Sud a alors proposé de nouveaux textes, plus équilibrés, mais les négociations se sont enlisées dans des questions de procédure. Face aux divergences et à l'enlisement des négociations, la conférence s'est dirigée vers un échec. Des négociateurs ont même quitté la Conférence, désespérant de trouver une solution.
Le Japon a lui annoncé qu'il allait sortir du Protocole de Kyoto, justifiant cette décision contestée en disant qu'« il n'y avait pas de raison de prolonger Kyoto tant que les États-Unis et la Chine qui sont aujourd'hui les deux pays les plus pollueurs de la planète ne s'associent pas à un accord mondial ». Le Canada a fait de même, estimant que le principe du Protocole de Kyoto « ne fonctionnait pas ».
Finalement, la Conférence a été prolongée dans l'espoir de trouver un accord.

### Accord final
Un accord final a été trouvé le dimanche 11 décembre 2011, avec 36 heures de retard.
Le texte final prévoit :
- un accord sur la poursuite du protocole de Kyoto à compter du 1er janvier 2013 ;
- un accord sur la mise en place d'un mécanisme de fonctionnement du futur fonds vert. Néanmoins, la question de l'alimentation du fonds n'a pas été élucidée[35] ;
- une procédure de négociations, dite Plate-forme de Durban « Durban Platform for Enhanced Action », visant à élaborer un engagement juridique, dont la nature précise n'est pas encore connue, et s'appliquant à tous les États. Cet engagement serait signé en 2015 pour une entrée en vigueur en 2020[36]. Cet accord souple modulable permet à chaque pays d'y adhérer tout en permettant aux pays émergents le souhaitant de démarrer leurs engagements dans le cadre du futur accord post-2020, alors que les pays développés contribueraient dès 2013 (dans le cadre de la Convention de Rio ou d’une deuxième période du Protocole de Kyoto). Une seconde période d’engagement dans le cadre du Protocole de Kyoto est actée, avec un niveau d’ambition devant être augmenté. La négociation n'a pas été jusqu'à définir un caractère contraignant ou volontaire au futur protocole. Ce nouveau régime, qui pourrait prendre la forme d'un protocole, d’un instrument juridique ou d’un résultat concerté ayant force de loi, doit être achevé au plus tard en 2015 et entrer en vigueur en 2020[37].

Ce texte, a minima par rapport à ce qui était attendu, est considéré par certains experts comme une déclaration d'intention plus que comme un accord.

## Critiques
Cet accord a soulevé de nombreuses critiques.
Il n'est pas juridiquement contraignant, et les États-Unis ont fait insérer dans le texte final une « clause de sortie » qui permet d'éviter que tout nouvel accord le soit.
Les promesses de réductions de gaz à effet de serre faites par les pays sont insuffisantes et ne couvrent au total que 60 % des efforts nécessaires pour tenir le réchauffement en dessous du seuil de 2 degrés celsius d'ici à 2100, par rapport à l’ère pré-industrielle (sommet de Copenhague). Au vu des additions des promesses des différents pays, il se dirigerait vers une hausse de 3,5 degrés. Le financement du futur fonds vert est pour le moment très hypothétique.
Le Canada a été très critiqué pour être sorti du Protocole de Kyoto, notamment par la Chine, l'Inde et l'Union européenne. Le premier ministre canadien Stephen Harper a déclaré qu'entrer dans le Protocole de Kyoto avait été une erreur pour le Canada.

## Réactions

### Gouvernements
Les réactions au sein des gouvernements ont été très diverses : Les États-Unis et l'Inde, pays les plus réticents à des engagements internationaux, se sont déclarés satisfaits par cet accord.
La Chine s'est aussi déclarée satisfaite, estimant que « la conférence a amené à des décisions sur les arrangements de la seconde période de mise en application du Protocole de Kyoto, qui constitue la question la plus préoccupante pour les pays en développement ».
La commissaire européenne pour le climat Connie Hedegaard a elle déclaré que « l'essentiel est que toutes les grandes économies, toutes les parties en présence se sont légalement engagées sur l'avenir ».
Ban-Ki-Moon a qualifié l'accord de significatif.
Le gouvernement des Iles Tuvalu, menacées par le réchauffement climatique, a lui implicitement déclaré n'être pas satisfait par l'accord, car selon lui, « la communauté internationale devrait prendre des décisions importantes contre le réchauffement climatique maintenant, pas demain ni en 2015.»

### Partis politiques et ONG
Les ONG écologistes ont généralement mal accueilli les résultats de la Conférence de Durban. 
Greenpeace a estimé qu'avec cet accord, « les pollueurs avaient gagné, les peuples avaient perdu ».
L'ONG « Les Amis de la Terre » a estimé que l'accord de Durban avait « touché le fond » et constituait « une ruse pour détourner l'attention du monde de l'échec des pays développés à respecter les engagements existants de réduire leurs émissions ».
Oxfam a déclaré qu'« on peut résumer Durban à une énorme déception, dont la faute (...) pèse directement sur les épaules des États-Unis et d'autres pays (...) » .
Corinne Lepage a qualifié l'accord de Durban d'« accord de façade ».
La candidate écologiste française à l'élection présidentielle Eva Joly a elle estimé que l'« accord représentait l'échec collectif des dirigeants mondiaux ».
Le Parti vert Néo-Zélandais a estimé que l'accord était un « mécanisme diplomatique (...) qui ne réduira pas les émissions de gaz à effet de serre. »

## Suites
La Conférence suivante est la 18e Conférence des Parties de la Convention Cadre des Nations-Unies sur les changements climatiques (CCNUCC), à Doha (Qatar), du 26 novembre au 7 décembre 2012, étape-charnière entre la première période d’engagement du Protocole de Kyoto et la fin de la négociation pour 2012-2020 et la préparation d’un futur accord post-2020.